# Kosciuszko Park

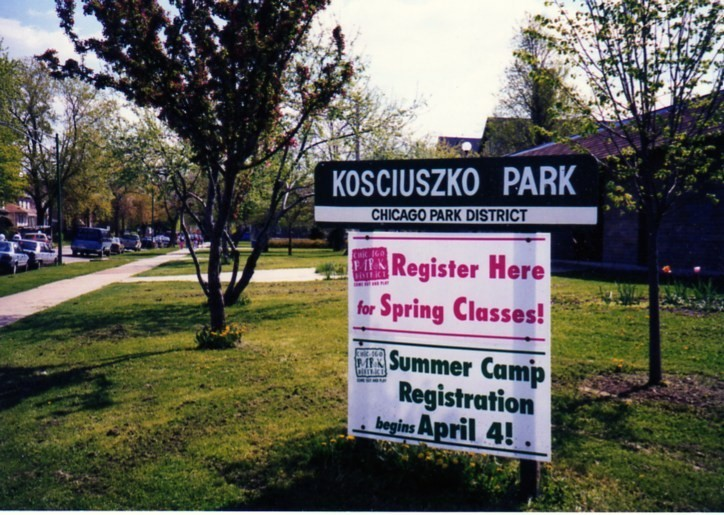
Park Kościuszki na północnym zachodzie Chicago

Kosciuszko Park – jeden z najstarszych miejskich parków w Chicago. Znajduje się przy skrzyżowaniu ulic Diversey i Avers w północno-zachodniej dzielnicy miasta. Zarząd parku mieści się w budynku przy 2732 North Avers Avenue.

## Historia
Założony w 1916 roku, Kosciuszko Park został nazwany tak na cześć bohatera dwóch narodów – Tadeusza Kościuszki (1756–1817). Kościuszko przybył do Ameryki w roku 1776, by zaproponować swe usługi nowo powstałemu państwu i jego armii. Wkrótce, z rekomendacji Jerzego Waszyngtona, Kongres Kontynentalny nadał mu stopień pułkownika wojsk inżynieryjnych. W podzięce za ufortyfikowanie West Point, Saratogi i w innych miejsc wzdłuż rzeki Hudson, zaproponowano mu obywatelstwo i stopień generała brygadiera. W roku 1784 Kościuszko powrócił jednak do Polski, gdzie stanął na czele powstania w roku 1794.
Kosciuszko był jednym z parków skupionych w Northwest Park District, organizacji powstałej w roku 1911. Jej założyciele mieli ambicję, by założyć jeden park na każde 10 mil kwadratowych dynamicznie rozbudowującej się północno-zachodniej dzielnicy miasta, zamieszkanej głównie przez klasę średnią. Od roku 1914 organizacja zaczęła skupować działki pod zaprojektowane parki Mozarta, Kelvina i Kościuszki.
Powstałe parki, w liczbie dwudziestu dwóch, zostały w roku 1934 wcielone do nowo powstałego Chicago Park District. Dla Parku Kościuszki architekt Albert A. Schwartz zaprojektował pawilon parkowy w stylu tudoriańskim, rozbudowany w 1936 o obszerną aulę. W latach osiemdziesiątych XX wieku Chicago Park District dobudował także basen pływacki.

## Obiekty
Kosciuszko Park zapewnia odwiedzającym dostęp do:
- boiska do baseballa
- sali gimnastycznej
- auli na zebrania i spotkania
- placów zabaw dla dzieci
- pływalni z natryskami
- kortów tenisowych